# باغ نرگس
باغ نرگس، روستایی در دهستان رودخانه‌بر بخش رودخانه شهرستان رودان در استان هرمزگان ایران است.

## جمعیت
بر پایه سرشماری عمومی نفوس و مسکن در سال ۱۳۹۵، جمعیت این روستا برابر با ۳۴۶ نفر (۱۰۲ خانوار) بوده‌است.